# César Maluco
César Maluco,  celým jménem César Augusto da Silva Lemos, (* 17. května 1945 Niterói) je bývalý brazilský fotbalista, útočník. 

## Fotbalová kariéra
Hrál v Brazílii za CR Flamengo, Palmeiras, SC Corinthians Paulista, AA Inter Limeira, Santos FC, Fluminense FC, Botafogo FR a Atlético Rio Negro. Čtyřikrát vyhrál s Palmeiras brazilskou ligu. Kariéru zakončil v Chile v týmu Club Universidad de Chile a v Řecku v Arisu Soluň. V Poháru osvoboditelů nastoupil v 10 utkáních a dal 8 gólů. Za brazilskou fotbalovou reprezentaci nastoupil v letech 1968–1974 v 8 utkáních. Byl členem brazilské reprezentace na Mistrovství světa ve fotbale 1974, ale v utkání nenastoupil. 

## Ligová bilance
| Ročník                               | Zápasy | Góly | Klub                      |
| ------------------------------------ | ------ | ---- | ------------------------- |
| Campeonato Brasileiro Série A 1964   | -      | -    | CR Flamengo               |
| Campeonato Brasileiro Série A 1965   | -      | -    | CR Flamengo               |
| Campeonato Brasileiro Série A 1966   | -      | -    | CR Flamengo               |
| Campeonato Brasileiro Série A 1967   | -      | -    | Palmeiras                 |
| Campeonato Brasileiro Série A 1968   | -      | -    | CR Flamengo               |
| Campeonato Brasileiro Série A 1968   | -      | -    | Palmeiras                 |
| Campeonato Brasileiro Série A 1969   | -      | -    | Palmeiras                 |
| Campeonato Brasileiro Série A 1970   | -      | -    | Palmeiras                 |
| Campeonato Brasileiro Série A 1971   | 19     | 9    | Palmeiras                 |
| Campeonato Brasileiro Série A 1972   | -      | -    | Palmeiras                 |
| Campeonato Brasileiro Série A 1973   | 23     | 9    | Palmeiras                 |
| Campeonato Brasileiro Série A 1974   | 3      | 2    | Palmeiras                 |
| Campeonato Brasileiro Série A 1975   | 12     | 2    | SC Corinthians Paulista   |
| Campeonato Brasileiro Série A 1976   | -      | -    | Santos FC                 |
| Campeonato Brasileiro Série A 1977   | 3      | 0    | Fluminense FC             |
| Campeonato Brasileiro Série A 1978   | 10     | 2    | Botafogo FR               |
| Campeonato Brasileiro Série A 1979   | -      | -    | Atlético Rio Negro        |
| Primera División (Chile) 1980        | -      | -    | Club Universidad de Chile |
| Řecká Superliga 1980/1981            | -      | -    | Aris Soluň                |
| CELKEM Campeonato Brasileiro Série A | -      | -    |                           |